# Szozar Szubari
Szozar Szubari (grúzul: სოზარ სუბარი, született 1964. november 4. –) grúz újságíró, politikus, emberjogi aktivista, etnográfus és publicista. 2012. október 25-től miniszteri pozíciót tölt be a grúz parlamentben, de 2004 és 2009 között ombudsman is volt.
Szubari, eredeti nevén Szozar Szubeliani, egy hegyvidéki faluban, Chuberiben született, Szvanéti tartományban.
A Tbiliszi Állami Egyetemen történelemből doktorált, majd a Tbiliszi Teológiai Akadémián teológus-hitoktató diplomát is szerzett. Tanulmányai befejezése után először a Grúz Nemzeti Múzeumban etnográfus-kutatóként dolgozott, majd 1989 és 1991 között diakónusként tevékenykedett, és a Boszlebi Általános Iskola igazgatója, hitoktatója volt.
1993-ban részt vett az Abházia ellen irányuló fegyveres konfliktusban. Az összecsapásban katonaként és tudósítóként volt jelen. Munkája elismeréseképpen a következő két évben a "Kaukázus" (Kavkaszioni) folyóirat munkatársává, majd felelős szerkesztőjévé választották. Ezt a pozíciót 2000-ig töltötte be. Ezzel párhuzamosan újságíróként és riporterként dolgozott a Szabad Európa Rádiónak és a Radio Liberty-nek.
2002-ben megalapította a Nemzetközi Újságíró Központot (International Center for Journalists), 2004-ig az NGO Liberty Institute igazgatója.
Szubarit 2004-ben 5 éves ciklusra a Grúz Parlament ombudsmanjának választották, melyhez a korábbi közszereplései is hozzájárultak. Hivatali ideje alatt folyamatosan nőtt az elismertsége, közkedvelt személy volt.
A választások után élesen bírálta a megalakuló Szaakasvili-kormányt, mely erősen nacionalista politikát folytatott. A 2007-es kormányellenes tüntetések során letartóztatták, ekkora hangzott el a demokraták körében sokat emlegetett mondata: „Grúzia most pont olyan, mint Lukasenko Fehéroroszországa.” Későbbi kutatásai bebizonyították, hogy a rendőri intézkedéseket a katonasággal egyeztetve az egykori belügyminiszter Vano Merabisvili utasítására hajtották végre, aki parancsot adott, hogy a tüntetőket „főként gyomorszájon és vesén üssék”.
A kormánypártiak megvádolták Szubarit, hogy ombudsmanként nem tudta megőrizni a semlegességét, ezért nyíltan ellenzéki politikusként kezelték a későbbiekben.
Hivatali szolgálata 2009 szeptemberében járt le, Giorgi Tughushi követte, aki a Egyesült Nemzeti Mozgalom (United National Movement) pártból került ki.
Szubari csatlakozott a legnagyobb ellenzéki párthoz, a Szövetség Grúziáérthoz (Alliance for Georgia), melynek elnöke Irakli Alaszania volt.
Politikai ellentétek miatt hamarosan elhagyta a frakciót, és csatlakozott a Grúz Álom (Georgian Dream) párthoz, ami Bidzina Ivanisvili vezetésével 2012 októberében a leadott szavazatok közel 55%-át, és ezzel 85 parlamenti helyet nyert el. Szubari a megalakuló kormány egyik minisztere lett (Corrections and Legal Assistance).